# Ford Popular
De Ford Popular was de naam van twee opeenvolgende auto's die tussen 1953 en 1962 door Ford of Britain in Dagenham werden gebouwd. De Popular was een budget versie van de Ford Anglia, en was bedoeld als een budgetmodel voor hen die anders een tweedehands auto gekocht zouden hebben, maar die door gebrek aan tweedehands auto's – de Tweede Wereldoorlog had gedurende zes jaar de productie van nieuwe auto's op een laag pitje gezet – dat niet konden.
Er was reeds een Ford Anglia en een Ford Prefect voor de export en de Ford Popular was alleen voor de Britse markt beschikbaar om weerstand te bieden aan de goedkopere auto's van het continent.